# Estrecho de Nevelskói
El estrecho Nevelskói (en ruso: Пролив Невельского; para los japoneses, 間宮海峡, estrecho de Mamiya) es un corto estrecho marino que separa la isla de Sajalín de la costa continental rusa asiática. Es el tramo central del largo estrecho de Tartaria (que conecta el mar de Ojotsk con el mar del Japón), con el que a veces se confunde. La parte norte conecta con el limán del Amur (estuario del río Amur), otra de las secciones del estrecho de Tartaria. Lleva el nombre del almirante Guennadi Nevelskói.
Administrativamente, las tierras continentales pertenecen al krai de Jabárovsk y la isla rusa de Sajalín pertenece al óblast de Sajalín.
Fue nombrado en memoria del capitán Guennadi Nevelskói que en 1849 confirmó que el estrecho de Tartaria era efectivamente un estrecho, no un golfo, un paso que conectaba al norte con el estuario del río Amur.
El estrecho fue el lugar elegido para realizar el túnel de Sajalín, un proyecto que se inició en 1950 y que fue abandonado tras la muerte de Stalin en 1953. En 2009 el gobierno ruso anunció que de construirse el enlace con la isla sería un puente, y que no retomarían el antiguo proyecto.